# PCDF

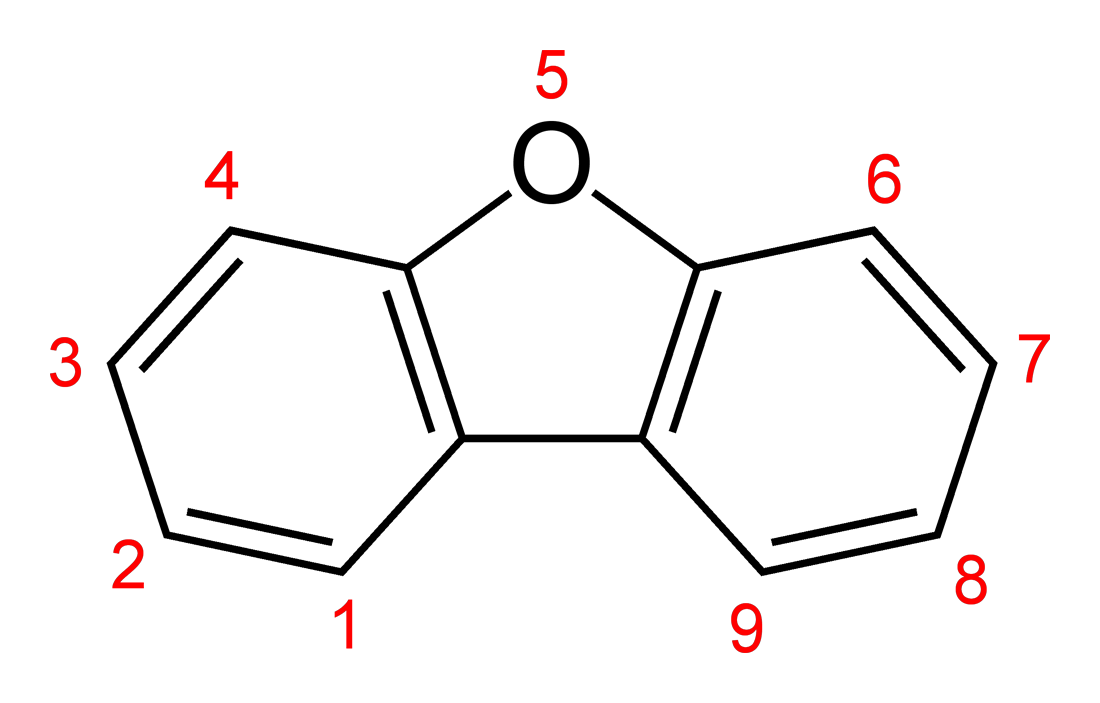
Molecola del dibenzofurano con in evidenza la numerazione degli atomi.

PCDF è la sigla che identifica il policloro-dibenzo-furano. Questa definizione, più che a un singolo composto, si riferisce a una classe di composti molto tossici prodotti in fase gassosa dalla combustione incompleta di materiale organico contenente cloro e che sono comunemente inclusi nella categoria delle diossine, pur essendo in realtà dei derivati del furano.
Il PCDF è strutturalmente formato dalla condensazione di due anelli benzenici con un furano, eterociclo ossigenato. Alcuni atomi di idrogeno degli anelli benzenici sono variamente sostituiti da atomi di cloro. Esistono 135 differenti analoghi strutturali del PCDF, che differiscono per il numero (al massimo 8) e per la posizione degli atomi di cloro. 
Un dibenzofurano policlorurato ben noto e rappresentativo è 2,3,7,8-tetracloro-dibenzofurano (TCDF), analogo furanico della TCDD.